# Jordi Fibla Feito
Jordi Fibla Feito (Barcelona, 1946) és un traductor català, guardonat el 2015 amb el Premi Nacional a l'Obra d'un Traductor pel Ministeri de Cultura d'Espanya.
Després de cursar estudis de Filosofia i Lletres —Historia Moderna i Filologia anglesa—, va treballar com a corrector d'estil en dues editorials. El 1978, va dirigir els seus passos definitivament cap a la traducció a l'espanyol de textos literaris en anglès, especialment narrativa i assaig, encara que versionant també autors del francès com Edgar Morin, Patrick Rambaud o Jacques Attali. Ja a principis del segle xxi, es va especialitzar en la traducció del japonès, amb obres de Yukio Mishima o Murasaki Shikibu, entre d'altres. Amb més de tres-centes obres traduïdes, destaquen les d'autors clàssics com Vladímir Nabókov, John Kennedy Toole, Rudyard Kipling o D. H. Lawrence; els premis Nobel sud-africans Nadine Gordimer i John Maxwell Coetzee, així com el novel·lista australià David Malouf. També ha traduït dinou obres del nord-americà Philip Roth, al que considera el seu favorit. El 2015 se li va atorgar el Premi Nacional a l'Obra d'un Traductor per «la seva llarga trajectòria […] professional, la seva versatilitat i la qualitat de la seva obra», en paraules del jurat.